# Юрий Соловьов
Юрий Василиевич Соловьов (16 януари 1933 – 13 януари 2017) е съветски и руски театрален, филмов и дублажен актьор, кинорежисьор. Заслужил артист на РСФСР (1980).

## Биография
Роден на 16 януари 1933 г. в село Тулун, Иркутска област.
Завършва гимназия в село Тангуй, актьорско майсторство на ВГИК (работилница на Ю. Я. Райзман, 1957 г.) и курсове за телевизионни режисьори във филмовото студио „Ленфилм“ (ръководител Григорий Козинцев, 1967 г.). Преди да влезе във ВГИК, той посещава художествен клуб в един от московските Домове на културата.
От 1957 г. – актьор и режисьор на филмовото студио „Ленфилм“, актьор на Ленинградското филмово актьорско студио, от 1976 до 1993 г. – актьор на Театър-студиото за филмови актьори към филмовото студио „Ленфилм“. Член на редакционната колегия на литературно-художественото списание „Аврора“. Автор на книгата „Възли за памет“.
В киното от 1955 г. Първата си роля играе като член на Комсомола – Петър Чижов в драмата на Михаил Швейцер „Извънземни роднини“. Сред другите му забележителни роли са: Антон Валега („Войници“), Муромцев („По пътищата на войната“), Николай („Неохотният шофьор“), Костиря („Пробив“), Доктор Дима („Степен на риска“), Шестаков („Подвигът на Одеса“), Иван Ефремов („Подсъдимият“).
В легендарния филм „Те се сражаваха за Родината“ той заменя Василий Шукшин, завършвайки недовършените сцени. Факт е, че поради внезапната смърт на Шукшин, когато снимките все още не са приключили, режисьорът просто не е имал време за дълъг избор и прослушване на нов актьор. Още на следващия ден след смъртта на Василий Макарович Сергей Бондарчук заповядва на всичките си помощници спешно да потърсят подобен на него артист. Повече от 90% от сцените с героя на Шукшин вече са заснети, така че изобщо не се говори за смяна на актьора. Въпреки че има още няколко епизода за заснемане, Юрий Соловьов е подходящ във всички отношения – височина, телосложение и дори формата на лицето с изпъкнали скули и вежди, което е важно при снимане под определени ъгли. Като цяло Бондарчук успява да заснеме почти всички сцени, които планира. Озвучаването на героя е направено от Игор Ефимов, който майсторски предава не само гласа на Василий Макарович, но и неговите интонации.
Умира на 14 януари 2017 г. в Санкт Петербург на 84 години.